# پالاتزو ورساچه دبی
پالاتزو ورساچه دبی (ایتالیایی: Palazzo Versace Dubai) یک هتل پنج لوکس و پنج ستاره در دبی، امارات متحده عربی است.
این هتل دارای ۱۰ طبقه، ۱۴۶ اتاق، ۶۹ سوئیت در ۳۷٬۲۲۴ مترمربع مساحت است. هزینه ساخت هتل پالاتزو ورساچه ۲٫۳ میلیارد درهم امارات بوده‌است.